# ヘタフェ

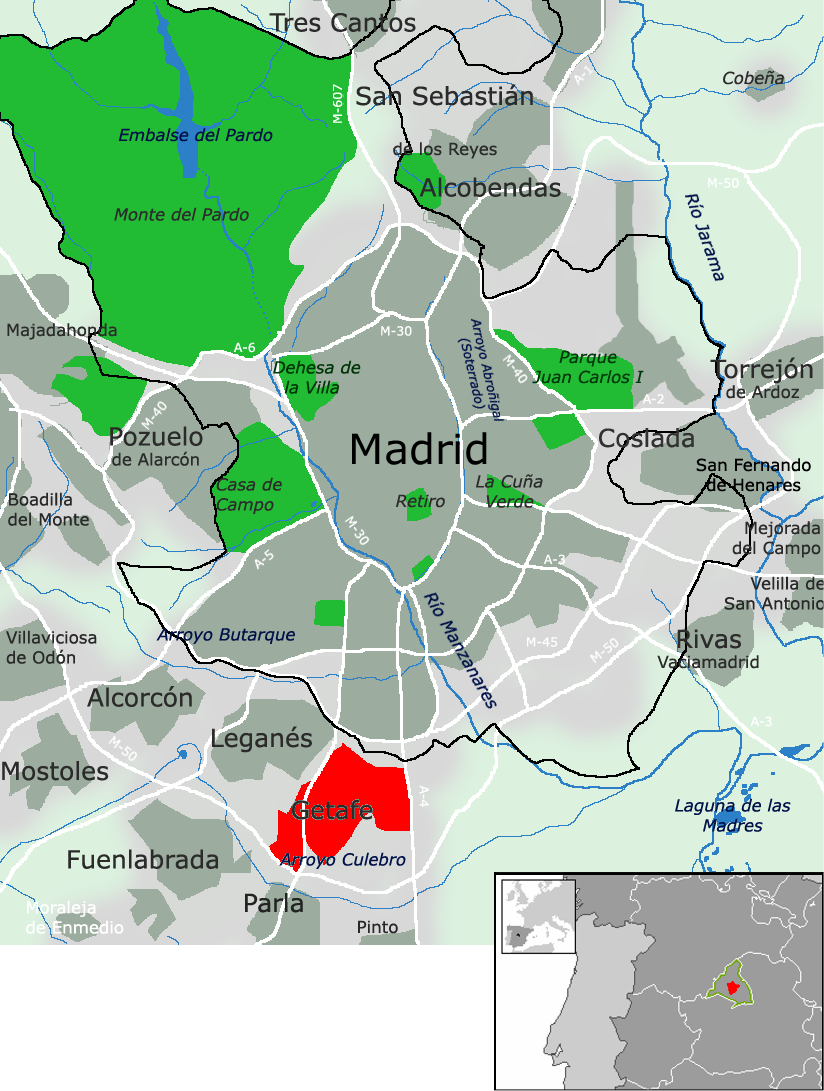
マドリード都市圏におけるヘタフェの位置（赤）

ヘタフェ（Getafe [xeˈtafe]）は、スペイン・マドリード州にあるムニシピオ（基礎自治体）。 市内にマドリード・カルロス3世大学やスペイン空軍のヘタフェ空軍基地などがある。

## 地勢・産業
マドリード中心部から南に約13キロメートル、メセタ地帯のマンサナーレス川沿いに位置する。

## 姉妹都市
- ヘタフェ、フィリピン
- グアナバコア、キューバ
- Djrafia、西サハラ

## スポーツ
- ヘタフェCF - リーガ・エスパニョーラ、プリメーラ・ディビシオン（1部）